# Таланчук, Николай Михайлович
Николай Михайлович Таланчук (3 августа 1936 года — сентябрь 1999 года) — советский и российский учёный-педагог, основоположник системно-синергетической педагогической теории, член-корреспондент РАО (1996).

## Биография
Родился 3 августа 1936 года в селе Малая Щурка Хмельницкой области УССР в крестьянской семье.
В 1965 году — заочно окончил Иркутский государственный университет, специальность филолог, после чего до 1974 года работал преподавателем, завучем по общеобразовательной подготовке, директором среднего профтехучилища, ассистентом на кафедре педагогики педагогического института города Иркутска.
В 1976 году — работал в НИИ профтехпедагогики АПН СССР (Казань) (сейчас — Институт среднего специального образования РАО), с 1978 по 1995 годы — заведовал лабораторией педагогического мастерства.
В 1984 году — защитил докторскую диссертацию, тема: «Педагогические основы воспитательной деятельности мастера производственного обучения профтехучилища».
В 1996 году — был избран членом-корреспондентом Российской академии образования и работал главным научным сотрудником Института среднего специального образования РАО до конца своих дней.
Автор новой философии и методологии педагогики, которая наиболее полно раскрыта в его статье «Системно-синергетическая философия как методология современной педагогики», опубликованной в спецвыпуске журнала «Магистр» 1997 года.
Николай Михайлович Таланчук умер в сентябре 1999 года.